# Poreč Trophy 2007
Il Poreč Trophy 2007, ventitreesima edizione della corsa, valida come evento dell'UCI Europe Tour 2007 categoria 1.2, si svolse l'11 marzo 2007 su un percorso totale di circa 165 km. Fu vinto dallo sloveno Marko Kump, che terminò la gara in 3h45'02" alla media di 43,99 km/h.
Al traguardo 157 ciclisti portarono a termine il percorso.

## Ordine d'arrivo (Top 10)
| Pos. | Corridore            | Squadra       | Tempo    |
| ---- | -------------------- | ------------- | -------- |
| 1    | Marko Kump           | Adria Mobil   | 3h45'02" |
| 2    | Grega Bole           | Sava          | s.t.     |
| 3    | Ivan Fanelli         | Cinelli       | s.t.     |
| 4    | Aldo Ino Ilešič      | Perutnina     | s.t.     |
| 5    | Alexander Kristoff   | Maxbo Bianchi | s.t.     |
| 6    | Kim Marius Nielsen   | Glud & Marst. | s.t.     |
| 7    | Adam Homolka         | Swiag-Teka    | s.t.     |
| 8    | Bartolomiej Matysiak | Legia-TV4     | s.t.     |
| 9    | Mario Hoeller        | RC Arbö Resch | s.t.     |
| 10   | Matic Strgar         | Radenska      | s.t.     |